# Австралія на літніх Олімпійських іграх 2004
Австраліябула представлена на літніх Олімпійських іграх 2004 року в Афінах, Греція 482 спортсменами і є другим за величиною олімпійською делегацією. Австралійські спортсмени брали участь у всіх літніх олімпіадах, починаючи з 1896 року. Керівництво делегацією здійснює Олімпійський комітет Австралії (AOC).
На попередній олімпіаді, що проходила в Сіднеї, австралійці виступали як господарі та завоювали 58 медалей, в тому числі, 16 золотих. У 2004 році найкращих результатів спортсмени Австралії домоглися в плаванні, велоспорті, стрибках у воду та академічного веслування.

## Медалі
| Медаль | Спортсмен | Вид спорту                       | Дисципліна                                    |
| ------ | --- | -------------------------------- | --------------------------------------------- |
| Золото | Сара Керріган | Велоспорт                        | Групова гонка (жінки)                         |
| Золото | Ганна Мірс | Велоспорт                        | Гіт з місця (жінки)                           |
| Золото | Райан Бейлі | Велоспорт                        | Кейрін (чоловіки)                             |
| Золото | Грем Браун, Стюарт О'Грейді | Велоспорт                        | Медісон (чоловіки)                            |
| Золото | Райан Бейлі | Велоспорт                        | Спринт (чоловіки)                             |
| Золото | Грем Браун, Бретт Ланкастер, Бред Макгі, Люк Робертс, Пітер Даусон, Стефен Вудрідж | Велоспорт                        | Командна гонка переслідування (чоловіки)      |
| Золото | Шантель Ньюбері | Стрибки у воду                   | Вишка 10 м (жінки)                            |
| Золото | Майкл Бреннан, Тревіс Брукс, Дін Батлер, Лайам де Янг, Джеймі Дуайер, Натан Едлінгтон, Трой Елдер, Бівен Джордж, Роберт Хеммонд, Марк Хикман, Марк Ноулз, Брент Лівермор, Майкл Маккенн, Стефен Моулем, Грант Шуберт, Метью Уеллс | Хокей на траві                   | Чоловіки                                      |
| Золото | Дрю Джинн, Джеймс Томкінс | Академічне веслування            | Двійки розстібні (чоловіки)                   |
| Золото | Сюзан Балог | Стрілянина                       | треп (жінки)                                  |
| Золото | Петро Томас | Плавання                         | Батерфляй, 100 м (жінки)                      |
| Золото | Джоді Генрі | Плавання                         | Вільний стиль, 100 м (жінки)                  |
| Золото | Грант Хекетт | Плавання                         | Вільний стиль, 1500 м (чоловіки)              |
| Золото | Ян Торп | Плавання                         | Вільний стиль, 200 м (чоловіки)               |
| Золото | Ян Торп | Плавання                         | Вільний стиль, 400 м (чоловіки)               |
| Золото | Еліс Міллс, Лізбет Лентон, Петро Томас, Джоді Генрі, Сара Райан | Плавання                         | Естафета 4×100 м вільним стилем (жінки)       |
| Золото | Брук Хенсон, Джессіка Шиппер, Еліс Міллс, Джайан Руні, Лейзел Джонс, Петро Томас , Джоді Генрі | Плавання                         | Естафета 4×100 м комплекс (жінки)             |
| Срібло | Джон Стеффенс, Марк Омрод, Патрік Дуайер , Клінтон Хілл | Легка атлетика                   | Естафета 4×400 м (чоловіки)                   |
| Срібло | Джефф Уїльямс, Гленн Уїльямс, Бен Уїгмор , Родні Ван Буйзен, Ендрю Уттінг, Річард Томсон, Бретт Тамбурріно, Філ Стокман, Джон Стефенс, Райан Роуленд-Сміт, Бретт Роунберг, Кріс Оксспрінг, Уейн Оуг, Трент Оелтьен, Девід Нільссон, Грем Ллойд, Крейг Льюіс, Брендан Кінгмен , Никнув Кімптон, Пол Гонсалес, Гейвін Файнгльсон, Адріан Бернсайд, Томас Брайс, Крейг Андерсон | Бейсбол                          | Чоловіки                                      |
| Срібло | Лорен Джексон, Рейчел спірні , Натали Портер, Белінда Снелл, Лора Саммертон, Крісті Херроуер, Тріша Феллон, Сюзі Бетковіч, Пенні Тейлор, Сенді Бронделло, Еллісон Транквілл, Еліс Пото | Баскетбол                        | Жінки                                         |
| Срібло | Натан Беггелі | Веслування на байдарках та каное | Одинак, 500 м (чоловіки)                      |
| Срібло | Клінт Робінсон, Натан Беггелі | Веслування на байдарках та каное | Двійка, 500 м (чоловіки)                      |
| Срібло | Кеті Мактьер | Велоспорт                        | Індивідуальна гонка переслідування (жінки)    |
| Срібло | Бред МакГі | Велоспорт                        | Індивідуальна гонка переслідування (чоловіки) |
| Срібло | Метью Хелм | Стрибки у воду                   | Вишка 10 м (чоловіки)                         |
| Срібло | Глен Лофтус, Ентоні Едвардс, Бен Кьюртон, Симон Берджесс | Академічне веслування            | Четвірки, легка вага (чоловіки)               |
| Срібло | Керрі Уайборн, Брук Уілкінс , Натали Уорд, Натали Тайткьюм, Мелані Рош, Стейсі Портер, Трейсі Мослі, Сіммон Морроу, Натали Ходжскін, Таня Хардінг, Піта Ідборн, Аманда Доман, Фіона Кроуфорд, Марісса Карпадіос, Сандра Аллен | Софтбол                          | Жінки                                         |
| Срібло | Брук Хенсон | Плавання                         | Брас, 100 м (жінки)                           |
| Срібло | Лейсел Джонс | Плавання                         | Брас, 200 м (жінки)                           |
| Срібло | Петро Томас | Плавання                         | Батерфляй, 200 м (жінки)                      |
| Срібло | Грант Хекетт | Плавання                         | Вільний стиль, 400 м (чоловіки)               |
| Срібло | Грант Хекетт, Майкл Клим, Ніколас Спенджер, Ян Торп, Тодд Пірсон, Ентоні Метковіч, Крейґ Стівенс | Плавання                         | Естафета 4×200 м вільним стилем (чоловіки)    |
| Срібло | Лоретта Херроп | Тріатлон                         | Жінки                                         |
| Бронза | Тім Каддіхі | Стрільба з лука                  | Особиста першість (чоловіки)                  |
| Бронза | Джейн Севілл | Легка атлетика                   | Ходьба 20 км (жінки)                          |
| Бронза | Натан Дікс | Легка атлетика                   | Ходьба 20 км (чоловіки)                       |
| Бронза | Шейн Келлі | Велоспорт                        | Кейрін (чоловіки)                             |
| Бронза | Ганна Мірс | Велоспорт                        | Спринт (жінки)                                |
| Бронза | Лауда Турки | Стрибки у воду                   | Вишка 10 м (жінки)                            |
| Бронза | Метью Хелм, Роберт Ньюбері | Стрибки у воду                   | Синхронна вишка, 10 м (чоловіки)              |
| Бронза | Роберт Ньюбері, Стівен Барнетт | Стрибки у воду                   | Синхронний трамплін, 3 м (чоловіки)           |
| Бронза | Ірина Лашко , Шантель Ньюбері | Стрибки у воду                   | Синхронний трамплін, 3 м (жінки)              |
| Бронза | Стефан Щуровський, Стюарт Ресайд , Стюарт Уелш, Джеймс Стюарт, Джефф Стюарт, Боден Джозеф Хенсон, Майк Маккей, Стів Стюарт, Майкл Тун | Академічне веслування            | Вісімка (чоловіки)                            |
| Бронза | Дана Фейлетік, Ребекка Сеттін, Ембер Бредлі, Керрі Хоура | Академічне веслування            | Четвірки парні (жінки)                        |
| Бронза | Адам Велла | Стрілянина                       | треп (чоловіки)                               |
| Бронза | Лейсел Джонс | Плавання                         | Брас 100 м (жінки)                            |
| Бронза | Ян Торп | Плавання                         | Вільний стиль, 100 м (чоловіки)               |
| Бронза | Лізбет Лентон | Плавання                         | Вільний стиль, 50 м (жінки)                   |
| Бронза | Алісія Молік | Теніс                            | Одиночний розряд (жінки)                      |